# Pseudiris speciosa
Pseudiris speciosa är en irisväxtart som beskrevs av Chukr och A.Gil. Pseudiris speciosa ingår i släktet Pseudiris och familjen irisväxter. Inga underarter finns listade i Catalogue of Life.